# Pekka Hannikainen
Pekka Juhani Hannikainen (né le 9 décembre 1854  à Nurmes, décédé le 13 septembre 1924 à Helsinki) est un compositeur et chef de chœur finlandais.

## Biographie
Pekka Hannikainen est né à Nurmes, mais habitant un village reculé il va à l'école à Jyväskylä. Il passe son baccalauréat en 1875 puis entre à l'université d'Helsinki pour étudier la chimie. À l'université, Pekka Hannikainen participe à un large éventail d'activités de l'Association des étudiants de Savonie-Carélie. Il joue du violon, compose, écrit des poèmes et traduit des œuvres littéraires en finnois.
À cette époque, l'association baigne dans l'atmosphère du réveil national (fi) et Pekka Hannikainen s'intéresse à la collecte de chansons et de poèmes traditionnels. Pendant ses études, sa réalisation majeure est la création du premier du chœur des étudiants, le Ylioppilaskunnan Laulajat (en) qu'il dirige de 1882 à 1885.
De 1887 à 1917, il est professeur de musique au Séminaire de formation des maîtres de Jyväskylä.
En 1899, il fonde la Chorale des grillons (Mieskuoro Sirkat). De 1887 à 1891, il est l'éditeur en chef du premier journal musical en finnois, les Airs (Säveleitä).
Il est le père du pianiste Ilmari Hannikainen (1892-1955), du violoncelliste et chef d'orchestre Tauno Hannikainen (1896-1968) et du compositeur Väinö Hannikainen (1900-1960).

## Compositions
- Pyhäaamun rauha, pour voix, violoncelle, piano, harmonium (1854)
- Hämyssä Kesäisen Yön
- Joulupukki, joulupukki
- Hiljaa, hiljaa helkkyellen